# .350 Remington Magnum
.350 Remington Magnum було представлено в 1965 році компанією Remington Arms Company для гвинтівки Модель 600.  Пізніше його пропонували в гвинтівках Model 660 та Модель 700 (один з кількох варіантів), але в 1974 році набій знято з виробництва через низький попит. Компанія Ремінгтон також пропонувала Model Seven MS в своєму магазині та лімітований випуск 700 Classic в останні роки під набій .350 Remington Magnum. 2002 року компанія Ремінгтон почала продавати нову гвинтівку Model 673 Guide Rifle під цей набій. Крім того набій цього калібру продавали для спортивних пістолетів для стрільби на дальні дистанції, наприклад Remington XP-100.

## Історія
На момент своєї появи набій .350 Remington мав коротку, товсту гільзу, яка була схожа на сучасні короткі гільзи класу магнум, окрім того, що .350 мав поясок. Його найближчий конкурент, набій .35 Whelen так і залишився кустарним набоєм створеним шляхом розширення дульця гільзи .30-06, тому набій .350 Rem був найпотужнішим набоєм .35 калібру та був коротким набоєм який можна було використовувати в компактних швидкозарядних гвинтівках. Проте, збройні автори та стрільці того часу, ще не були очаровані концепцією коротких товстих набоїв, як зараз, а тому надавали перевагу старому довгому набою .35 Whelen на базі гільзи набою .30-06, навіть попри те, що в кращому випадку набій мав таку саму продуктивність в коротких стволах. Сьогодні набій .350 Rem став популярнішим, оскільки коротшими набоями можно заряджати зброю під набій .308 калібру.
Хоча набій дуже великі переваги, він ніколи не був надзвичайно популярним. Багато в чому це пов'язано з сильним відбоєм який дає набій при стрільбі з легкої гвинтівки Модель 600. Модель 673 та Модель 7 під цей же набій важчі на 3,4 кг, а тому краще гасять відбій. Утім більшість стрільців вважають, що спортивна гвинтівка повинна важити 3-3,5 кг, а тому надають перевагу зброї під набій .30-06 Springfield, хоча набій .350 Remington Magnum має свою невелику кількість палких шанувальників.
Максимальний тиск набою .350 Remington визначений SAAMI в 53000 CUP.

## Використання
.350 Remington Magnum є досить потужним патроном, але довжина магазина гвинтівок, в яких його зазвичай використовують, обмежує його здатність використовувати довші, важчі кулі з вищими балістичними коефіцієнтами. А проте з деякими кулями та ручним заряджанням, цей набій дає змогу полювати на велику дичину на відстані 460+ м. Основне його призначення, все ж таки полягає у використанні в так званій "кущовій зброї", тобто в короткоствольних гвинтівках якими простіше маневрувати у місцевості де потрібно зробити постріл по цілі яка швидко з'являється і зникає на близькій відстані. На розумних відстанях набій .350 Remington Magnum здатний ефективно і гуманно протистояти будь-якій дичині на північноамериканському континенті. Крім того його можна використовувати проти більшості африканських тварин, хоча в деяких африканських країнах вимогою для полювання на небезпечних тварин є використання мінімум зброї під набої .375" (9,53 мм) або .400" (10,2 мм). 

## Порівняння
Набій .350 Rem. Mag. має балістику схожу на набій .35 Whelen в коротшій гільзі при використанні з коротким стволом. Якщо зброя має стволи однакової довжини, набій .350 Rem перевершує Whelen.